# Bando de Tenagua
Tenagua fue una de las doce demarcaciones territoriales en las que los aborígenes benahoaritas dividían la isla de La Palma (Canarias) cuando llegaron los conquistadores castellanos a finales del siglo xv.
Su capitán o caudillo durante la conquista era Atabara.

## Etimología
El filólogo Ignacio Reyes propone su traducción como 'madurez, sazón' desde una posible forma original tenawa. Por su parte, Maximiano Trapero lo pone en relación con otros topónimos canarios como Guanaguao de la propia isla de La Palma, con Inagua de Gran Canaria o con Tinaguache de Lanzarote.
El término sobrevivió en la toponimia insular dando nombre a una entidad de población del municipio de Puntallana.

## Características
Su territorio se correspondía con el moderno término municipal de Puntallana.
Durante la conquista castellana de la isla entre 1492 y 1493, los aborígenes de Tenagua ofrecieron resistencia a los conquistadores, siendo sin embargo derrotados finalmente.